# Aphrosylus ferox
Aphrosylus ferox är en tvåvingeart som beskrevs av Alexander Henry Haliday 1851. Aphrosylus ferox ingår i släktet Aphrosylus och familjen styltflugor. Arten har ej påträffats i Sverige. Inga underarter finns listade i Catalogue of Life.